# Andreas Heydel
Andreas Heydel (* 7. Januar 1954 in Gersdorf) ist ein ehemaliger deutscher Fußballspieler. Er spielte zwischen 1974 und 1983 für den FC Karl-Marx-Stadt in der DDR-Oberliga, der höchsten Spielklasse im DDR-Fußball. Heydel ist mehrfacher Nachwuchsnationalspieler.

## Sportliche Laufbahn
Bei der Betriebssportgemeinschaft (BSG) Einheit im sächsischen Gersdorf begann Heydel 1963 organisiert Fußball zu spielen. Im Alter von 14 Jahren wurde er 1968 zum regionalen Fußballschwerpunkt, dem Oberligisten FC Karl-Marx-Stadt, delegiert. Seine ersten Spiele im Männerbereich bestritt er 1972/73 mit der 2. Mannschaft des FCK in der zweitklassigen DDR-Liga. Mit 18 Jahren gehörte er bereits zur Stammelf, denn von den 22 Punktspielen absolvierte er 20 Begegnungen. Nachdem er 1973/74 nur in 13 DDR-Liga-Spielen eingesetzt worden war, stieg die 2. Mannschaft ab und Heydel begann die Saison 1974/75 mit dem FCK II zunächst in der drittklassigen Bezirksliga.
Als sich der linke Verteidiger der Oberligamannschaft, Christoph Franke, am 12. Spieltag längerfristig verletzte, holte Trainer Gerhard Hofmann Heydel in die Mannschaft, in der er bis zum Saisonende in zwölf Punktspielen die Position des Linksverteidigers übernahm. In der folgenden Spielzeit 1975/76 wurde Heydel endgültig zum Stammspieler in der Oberliga. Bis 1979 bestritt er 97 von 104 Punktspielen, wobei er stets die linke Abwehrseite besetzte. Sein erstes von vier Oberligatoren erzielte er am 6. Spieltag der Saison 1976/77, als er im Heimspiel gegen den 1. FC Lokomotive Leipzig den 2:0-Endstand für den FCK erzielte.
Bereits im Herbst 1975 war Heydel in den Kader der DDR-Nachwuchsnationalmannschaft aufgenommen worden. Bis zum Mai 1976 bestritt er sechs Länderspiele, in denen er ebenfalls als Verteidiger eingesetzt wurde.
Am 1. Spieltag der Saison 1979/80 verletzte sich Heydel bereits in der 13. Minute so schwer, dass er für den Rest der Saison ausfiel. Zwischen der Rückrunde 1980/81 und er Hinrunde 1981/82 kehrte Heydel noch einmal mit regelmäßigen Einsätzen in die Oberligamannschaft zurück, 1982/83 spielte er noch dreimal in der Oberliga. Nur am 15. Spieltag wurde er über die volle Spieldauer eingesetzt. Es war sein 130. Oberligaspiel für den FC Karl-Marx-Stadt. Zum Saisonende gab die Klubleitung bekannt, das Andreas Heydel seine Fußballerlaufbahn aus gesundheitlichen Gründen beendet habe.